# Brachystelma chloranthum
Brachystelma chloranthum är en oleanderväxtart som först beskrevs av Rudolf Schlechter, och fick sitt nu gällande namn av R. Peckover. Brachystelma chloranthum ingår i släktet Brachystelma och familjen oleanderväxter. Inga underarter finns listade i Catalogue of Life.